# Chromogobius zebratus
Chromogobius zebratus es una especie de peces de la familia de los Gobiidae en el orden de los Perciformes.

## Morfología
Los machos pueden llegar a alcanzar los 5,3 cm de longitud total.

## Subespecies
- Chromogobius zebratus levanticus (Miller, 1971).
- Chromogobius zebratus zebratus (Kolombatovic, 1891).[3]

## Hábitat
Es un pez de Mar y, de clima subtropical y demersal. 

## Distribución geográfica
Se encuentra en el Mar Mediterráneo, incluyendo el Mar Adriático. 

## Observaciones
Es inofensivo para los humanos. 